# Jan Szul
Jan Szul (ur. 1 maja 1959 w Sieniawie) – polski dziennikarz radiowy i telewizyjny.

## Życiorys
Wychował się we wsi Leżachów. Ukończył studia na Uniwersytecie Warszawskim na wydziale dziennikarskim.
Karierę dziennikarską rozpoczął w Programie 1 Polskiego Radia „Cztery pory roku”.
Był reporterem w pierwszym założycielskim zespole Teleexpressu. W 1989 roku wyjechał do USA. W 1992 roku po powrocie do kraju, pracował w redakcji Wiadomości TVP1, gdzie przeszedł wszystkie stopnie kariery od reportera, później prezentera, następnie wydawcy głównego wydania, kierownika działu politycznego, zastępcy szefa, a ostatecznie w latach 1999–2000 był szefem „Wiadomości”. Od 7 stycznia do 31 grudnia 2000 roku był redaktorem naczelnym „Wiadomości”.
W latach 2001–2006 był jednym z głównych wydawców ogólnopolskiego „Kuriera”. We wrześniu 2011 roku został dyrektorem  TVP Info. 1 lipca 2013 roku został kierownikiem redakcji publicystyki, reportażu i dokumentu Telewizyjne Agencji Informacyjnej. W grudniu  2016 roku odszedł z telewizji i przeniósł się do Ministerstwa Energii.
Od lutego 2019 roku główny specjalista w Ministerstwie Energii a obecnie w Ministerstwie Aktywów Państwowych.
W wolnych chwilach pasjonuje się malarstwem.